# Округ Роџерс (Оклахома)
Округ Роџерс (енгл. Rogers County) је округ у америчкој савезној држави Оклахома.

## Демографија
По попису из 2010. године број становника је 86.905, што је 16.264 (23,0%) становника више него 2000. године.
| Група             | 2000.          | 2010.          |
| Белци             | 55.774 (79,0%) | 64.030 (73,7%) |
| Афроамериканци    | 512 (0,7%)     | 865 (1,0%)     |
| Азијати           | 228 (0,3%)     | 932 (1,1%)     |
| Хиспаноамериканци | 1.294 (1,8%)   | 3.229 (3,7%)   |
| Укупно            | 70.641         | 86.905         |